# Projektmål
Projektmål er de mål, der fastsættes under projektplanlægningen, og som skal indfris ved projektets afslutning.
Under hele projektet styres der efter projektmålet eller -målene, hvilket kaldes projektledelse.
Der skelnes mellem mål og formål. Formål beskriver, hvorfor vi gennemfører et projekt (f.eks. for at reducere CO2). Mål beskriver hvad vi vil frembringe for at opnå formålet (f.eks. at skabe en oplysningskampagne om at vaske ved 500)
Undervejs kan projektet have nogle delmål, som vil lette den mere detaljerede styring. Disse delmål kaldes for milepæle.
| Erhverv og erhvervsliv | Spire Denne artikel om erhverv, erhvervsliv og arbejdsmarked er en spire som bør udbygges. Du er velkommen til at hjælpe Wikipedia ved at udvide den. |